# Union Buildings
Les Union Buildings en anglais, die Uniegebou en afrikaans, les Bâtiments de l'Union en français, constituent, depuis 1910 à Pretoria, le siège du gouvernement d'Afrique du Sud. Le terme union fait non seulement référence à l'union d'Afrique du Sud qui était le nom officiel de l'Afrique du Sud en 1910 mais symbolise à l'origine l'union d'un peuple autrefois divisé. 
Les Union buildings abritent les bureaux du président de l'Afrique du Sud. Le bâtiment, inscrit au registre des monuments nationaux, constitue l'un des principaux centres de la vie politique du pays et un emblème populaire et touristique de la ville de Pretoria.

## Situation géographique
Le siège du gouvernement sud-africain est situé au sommet de la colline de Meintjies (Meintjies Kop) dans le quartier d'Arcadia à Pretoria, non loin du centre historique de church square. Le bâtiment est séparé de l'esplanade par Government Avenue et les jardins en contrebas (parc Louis Botha) sont encadrés par Government Avenue, Vermeulen Street East, Church Street (Kerkstraat), la R104 et Blackwood Street.
L'accès par automobile dans l'enceinte des Union Buildings s'effectue par Fairview Avenue, une voie restreinte aux seuls véhicules officiels [réf. souhaitée].

## Historique
Les Bâtiments de l'Union ont été construits entre 1909 et 1913 sur les plans de l'architecte Herbert Baker pour donner un siège de gouvernement à l'union d'Afrique du Sud. Si le terme union fait référence à l'Union d'Afrique du Sud, il symbolise également la paix et l'union entre les deux populations blanches dominantes, les Afrikaners et les Anglo-sud-africains, divisés par la seconde guerre des Boers. Le bâtiment est notamment construit sur une ancienne carrière.
C'est aux Union Buildings que la république sud-africaine est proclamée le 31 mai 1961 et que, le 10 mai 1994, Nelson Mandela devient le premier président noir de l'Afrique du Sud.

## Description
Longs de 275 mètres et construits en grès dans le style monumental anglais, les Union Buildings forment une acropole qui se partage en deux ailes, chacune de 95 mètres, autour d'un petit amphithéâtre. Chaque aile représente une des deux langues blanches principales du pays — afrikaans et anglais. La cour intérieure, réunissant les deux ailes, symbolise pour sa part l'union d'Afrique du Sud. 
Les carillons de l'horloge sont identiques à ceux de Big Ben de Londres. Les statues situées au-dessus des tours représentent Atlas tenant le monde et ont été sculptées par Abraham Broadbent. La statue au centre du dôme dans l'amphithéâtre représentent Mercure, sculpté par George Ness. Les styles architecturaux du bâtiment varie entre les niveaux. Les décorations intérieures sont de style Cape Dutch.
Les bâtiments de l'Union sont le site des inaugurations présidentielles depuis 1994. Les bureaux officiels du président sont situés sur le côté gauche des bâtiments. 
En contrebas du bâtiment se trouve le parc Louis Botha où sont disséminés le Delville Monument (monument aux morts de la Première Guerre mondiale réplique du mémorial national sud-africain du bois Delville de Longueval en France, le monument aux morts de la Seconde Guerre mondiale, le mémorial de la police sud-africaine et les statues de Nelson Mandela, Jan Smuts, James Barry Hertzog et Louis Botha. 
La résidence officielle du président, Mahlamba Ndlopfu (anciennement connue sous le nom de « Libertas »), jouxte les bâtiments de l'Union.

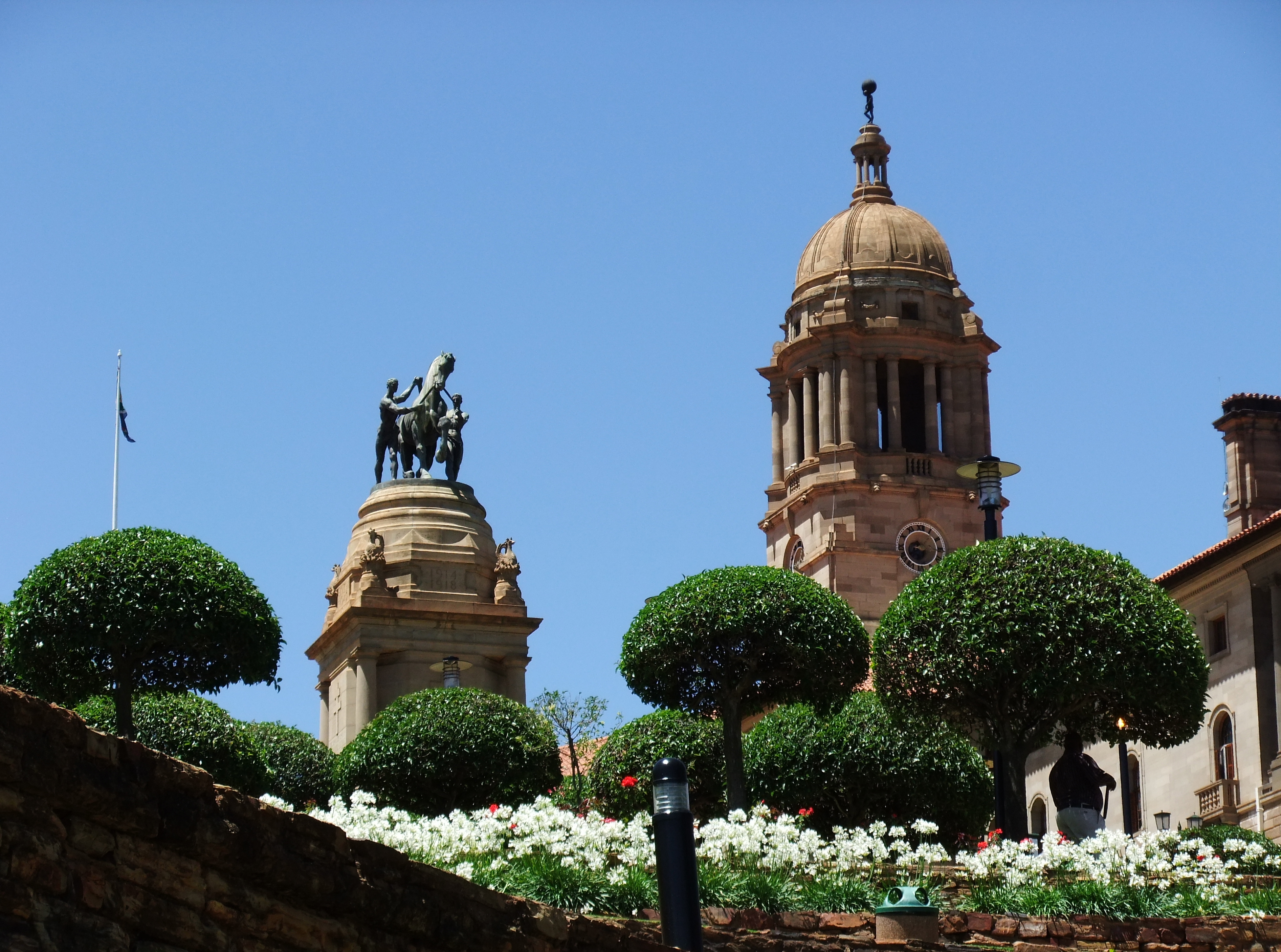
Tour est et Monument de Delville Wood
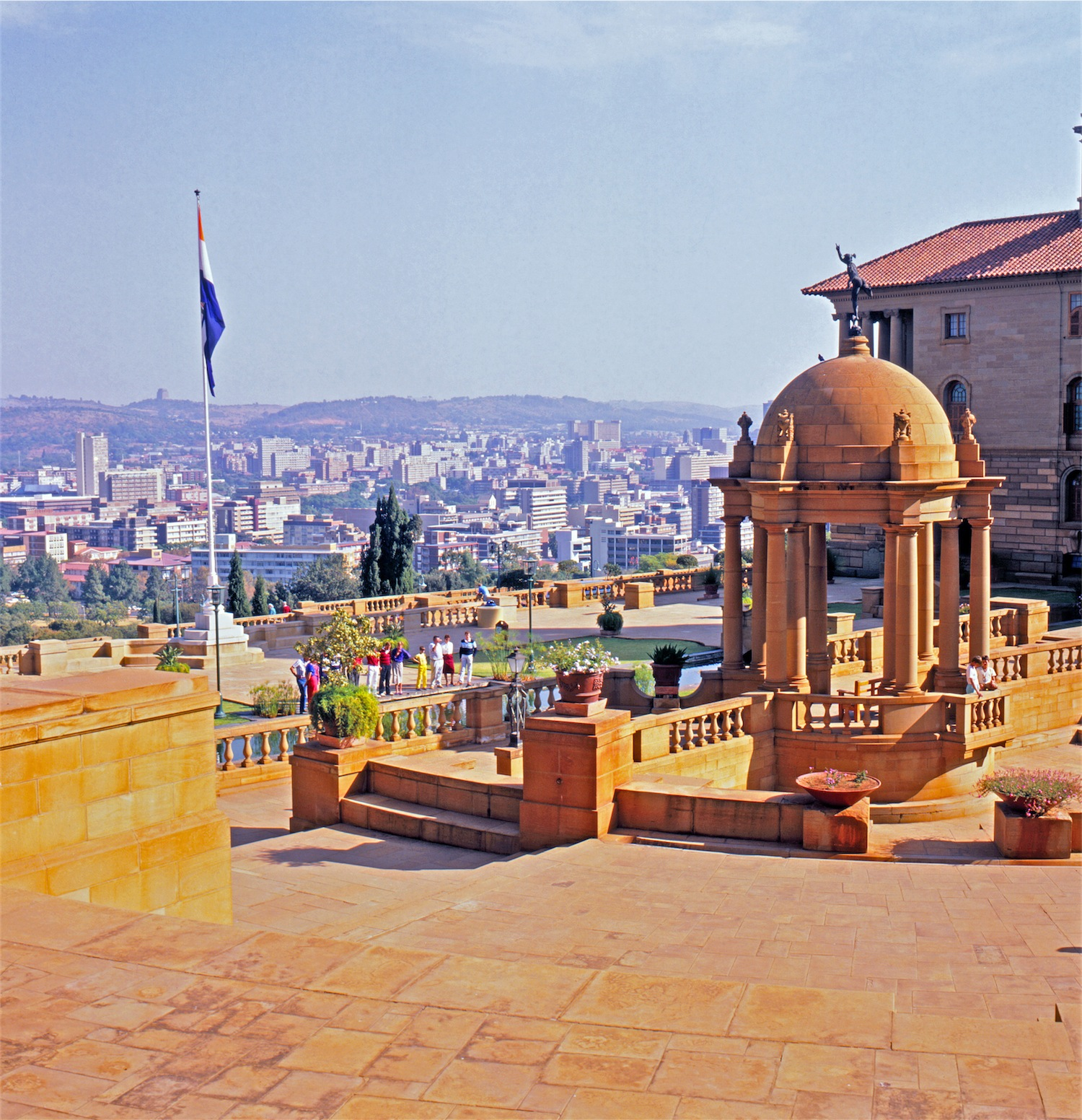
Terrasse des Union Buildings dans les années 1980.
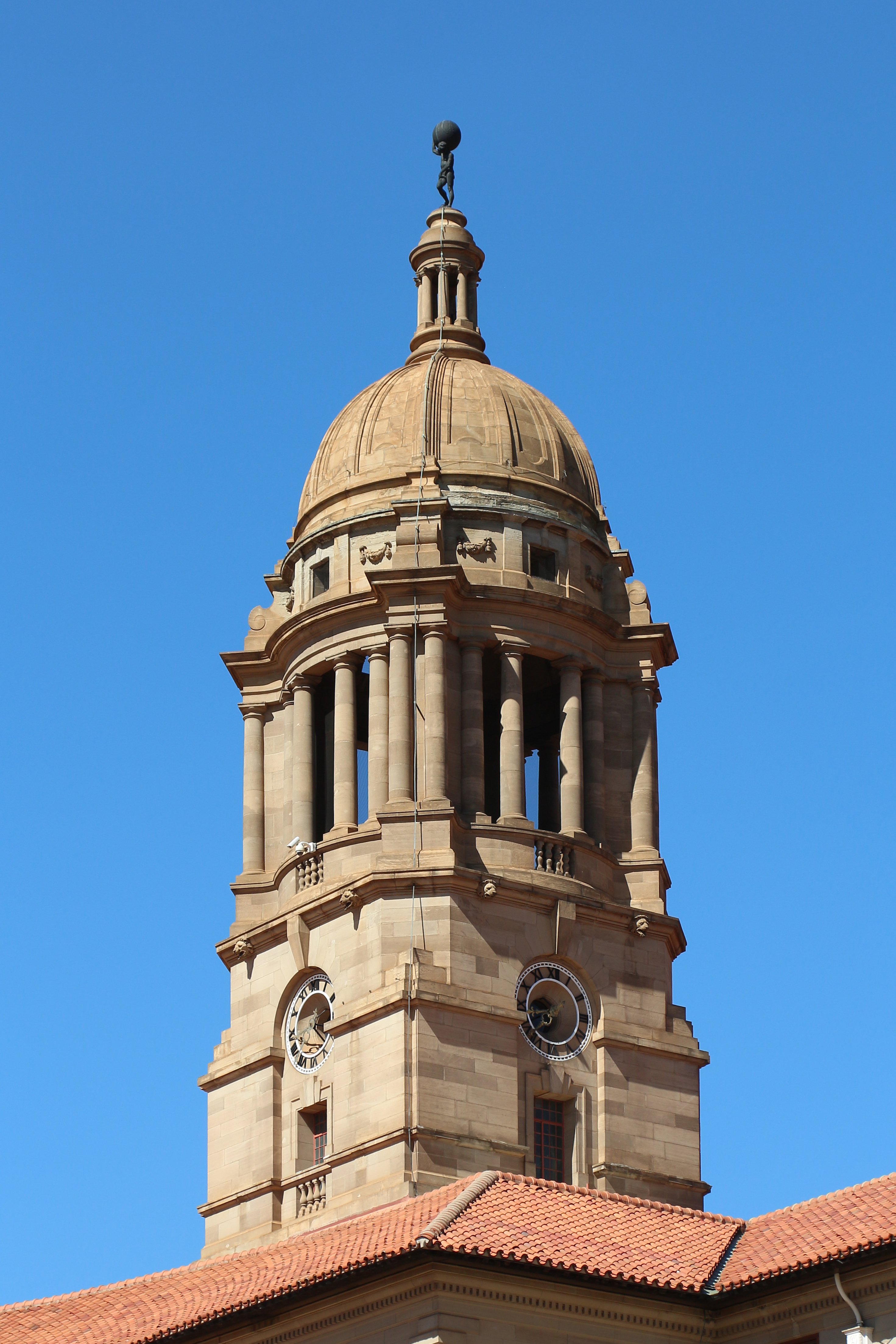
Une des tours du bâtiment principal.
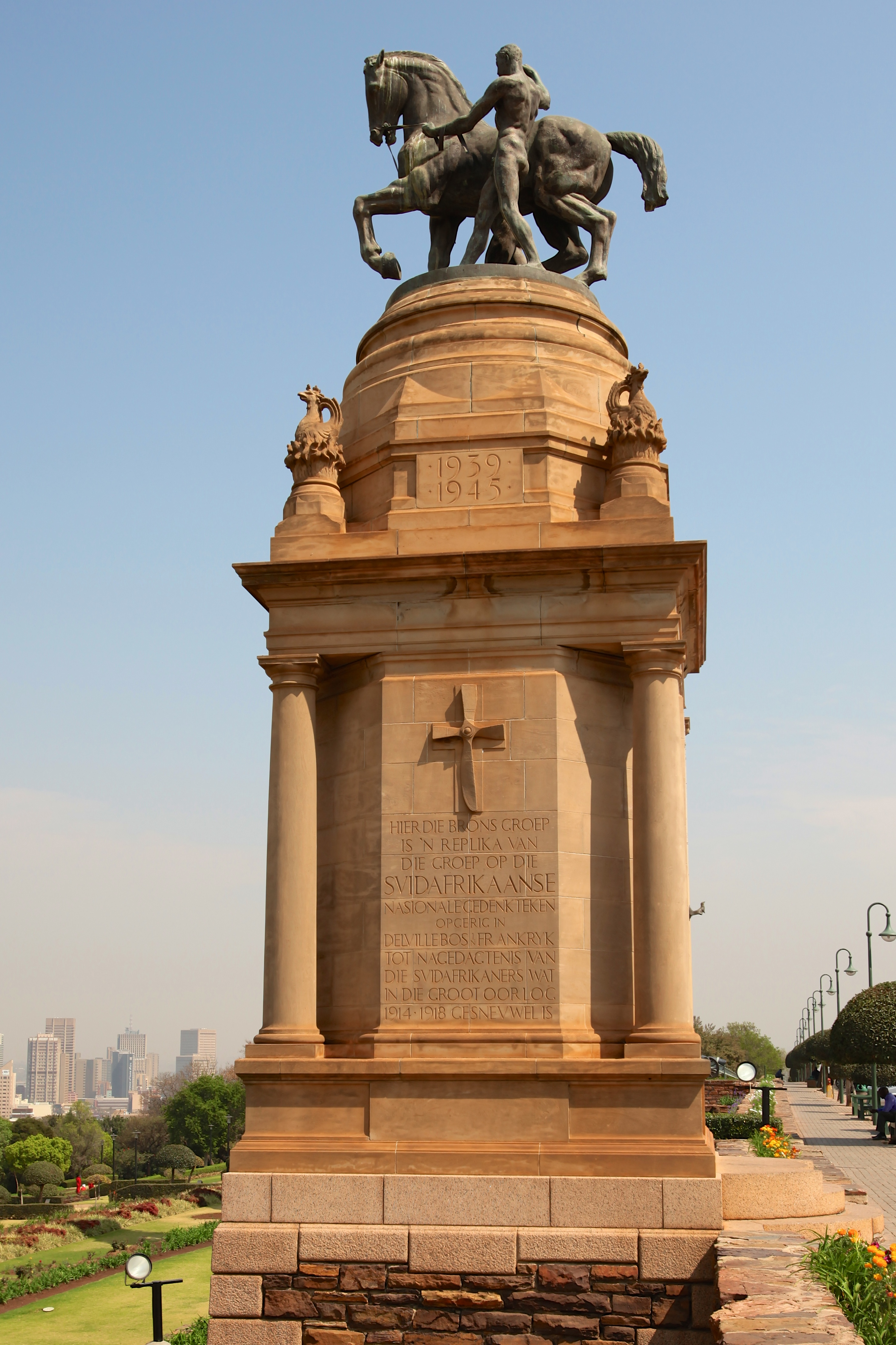
Monument de Delville Wood.
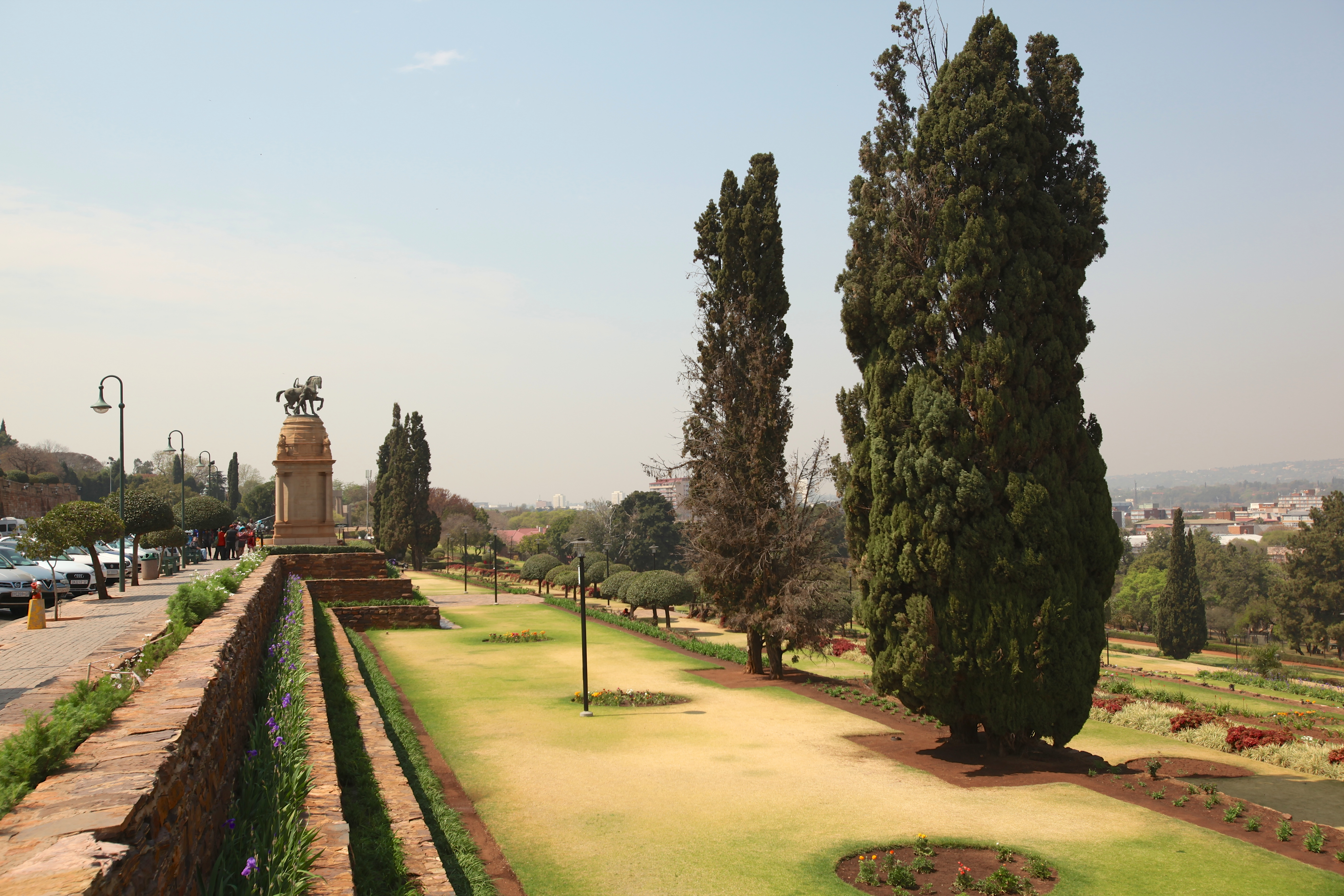
Vue latérale de la première terrasse.
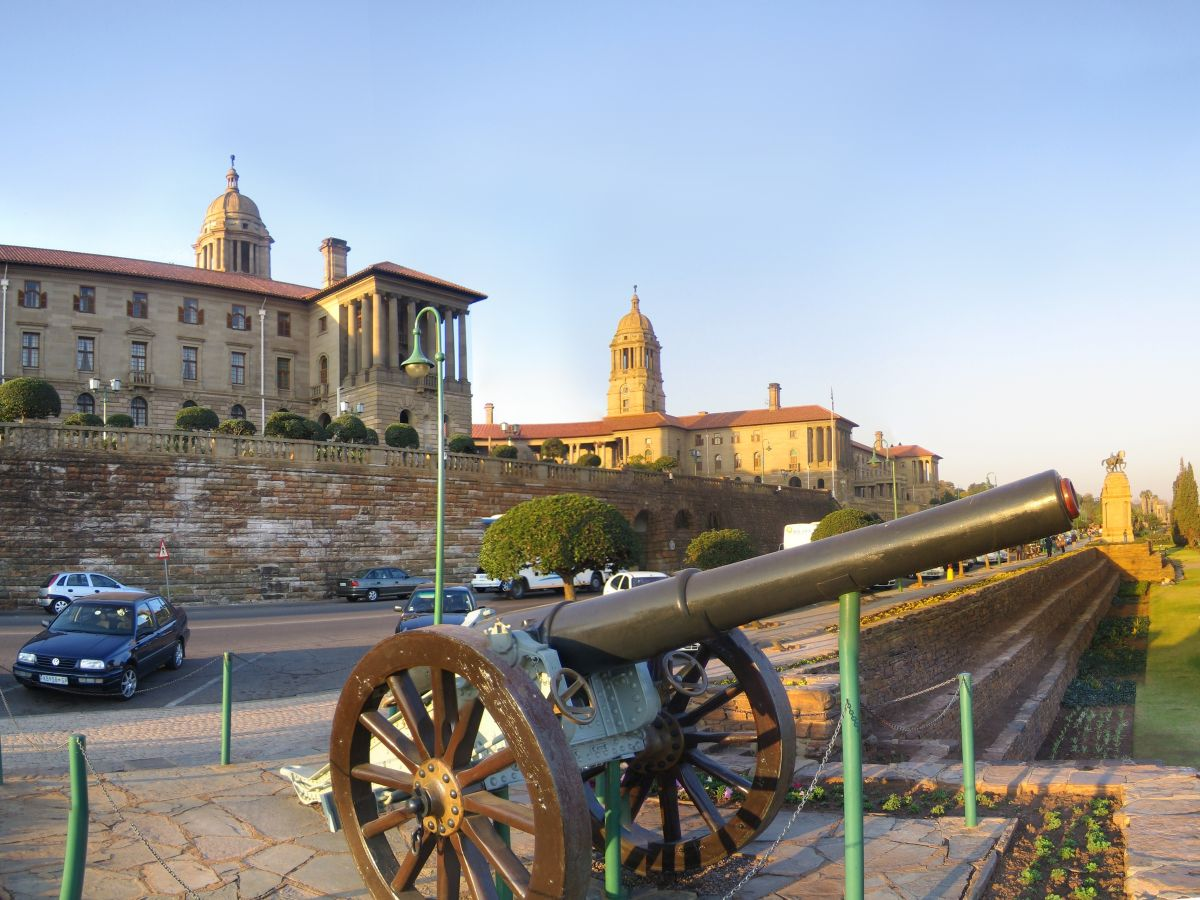
Canons sur Meintjieskop.
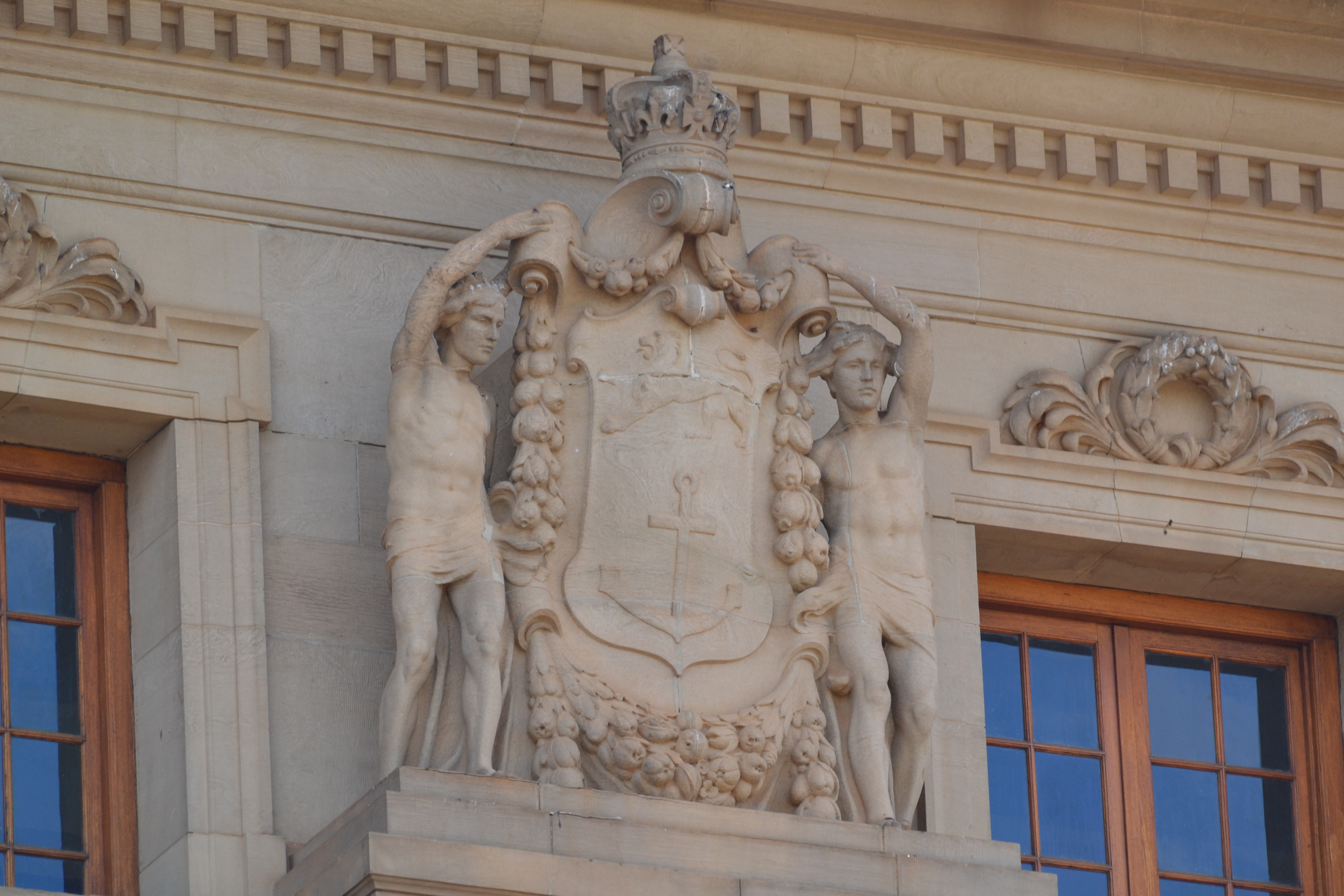
Détail architectural.
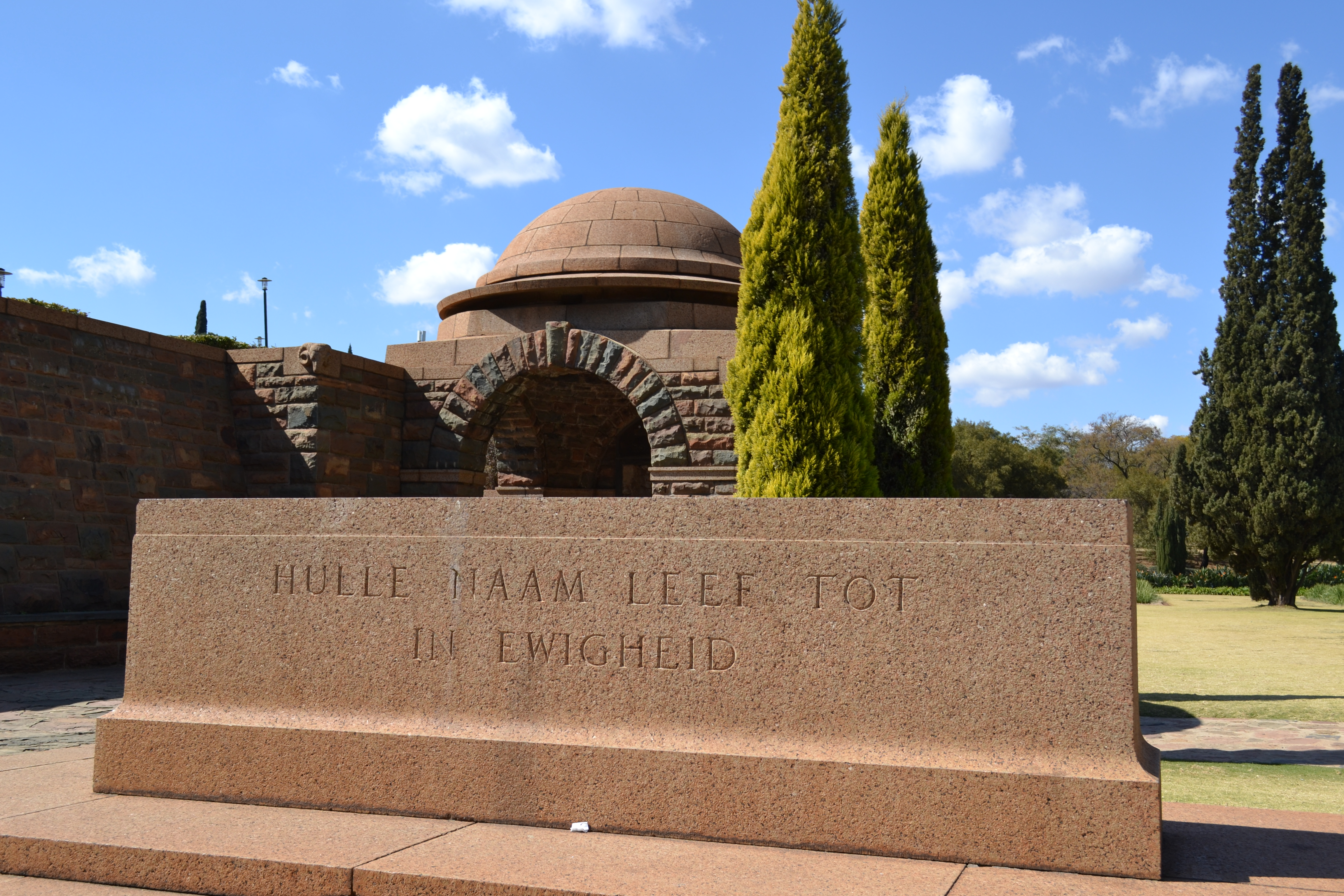
Korean War Memorial.